# Мусукаев, Александр Ибрагимович
Алекса́ндр (Ахмад) Ибраги́мович Мусука́ев (карач.-балк. Мусукаланы Ибрагимни жашы Ахмад, род. 1946, Молдова, СССР) — советский и российский историк, филолог и этнограф, специалист в области этнической истории Северного Кавказа.

## Биография
- 1968 — окончил КЧГПИ
- 1973 — окончил аспирантуру Института этнографии РАН
- 1973—1977 — старший научный сотрудник
- 1977 — победитель конкурса обществоведов Казахстана
- 1977—1983 — проректор Кустанайского государственного педагогического института
- 1983 — доцент кафедры всеобщей истории Кабардино-Балкарского государственного университета
- 1986 — заведующий кафедрой всеобщей истории
- 1988 — защита диссертации на соискание ученой степени доктора исторических наук. Тема «Традиционные общественные институты народов Северного Кавказа в конце XIX — начале XX в.»
- 1990—1992 — декан ПМНО
- 1993—1994 — победитель двух грантов Фонда Фундаментальных исследований Российской академии наук, первый стипендиат Российской академии наук.
- 2001 — профессор кафедры всеобщей истории Кабардино-Балкарского государственного университета
- 2002—2005 — зав. кафедры всеобщей истории Кабардино-Балкарского государственного университета
- 2005 — н.в. — профессор кафедры народного хозяйства Кабардино-Балкарского государственного университета

## Научная деятельность
Специализируется на истории и этнографии Балкарии и Карачая. Подготовил 17 кандидатов наук и 4 доктора наук. Автор более 200 научных работ, 16 учебно-методических пособий, 11 монографий.

### Избранные труды
- Мусукаев А. И. Из прошлого незабытого: К вопросу изучения этнографии революционной Балкарии — Нальчик: Эльбрус, 1974. — 102 с. — 1500 экз.
- Мусукаев А. И. Балкарский тукъум: Патронимическая организация в системе сельской общины. — Нальчик: Эльбрус, 1978. — 169 с. — 1000 экз.
- Мусукаев А. И. О Балкарии и балкарцах. — Нальчик: Эльбрус, 1982. — 184 с. — 1000 экз.
- Мусукаев А. И. Об обычаях и законах горцев: Традиционные общественные институты в советской исторической науке. — Нальчик: Эльбрус, 1986. — 152 с. — 1000 экз.
- Мусукаев А. И. Века родословий. — Нальчик: Эль-Фа, 1997. — 452 с. — 4000 экз.

## Награды
- Заслуженный деятель науки КБР